# Oceanides oresitrophus
Oceanides oresitrophus är en insektsart som först beskrevs av George Willis Kirkaldy 1910.  Oceanides oresitrophus ingår i släktet Oceanides och familjen fröskinnbaggar. Inga underarter finns listade i Catalogue of Life.